# أحمد صالح عيسى
أحمد صالح عيسى (1940 - )، شاعر ومغني يمني، وعضو في اتحاد الأدباء والكتاب اليمنيين. ولد في الحوطة. أكمل المرحلة الإعدادية بالمدرسة المحسنية، ثم انقطع عن الدراسة لظروفه الاجتماعية. أحب فن كتابة الخطوط العربية، ودون أشعار الكثير من الشعراء. غنى لثورة الجزائر عام 1957، وكذلك في مناسبات الزواج. سجل له بعض الفنانين عدداً من الأغنيات الوطنية والعاطفية.